# 鮮味

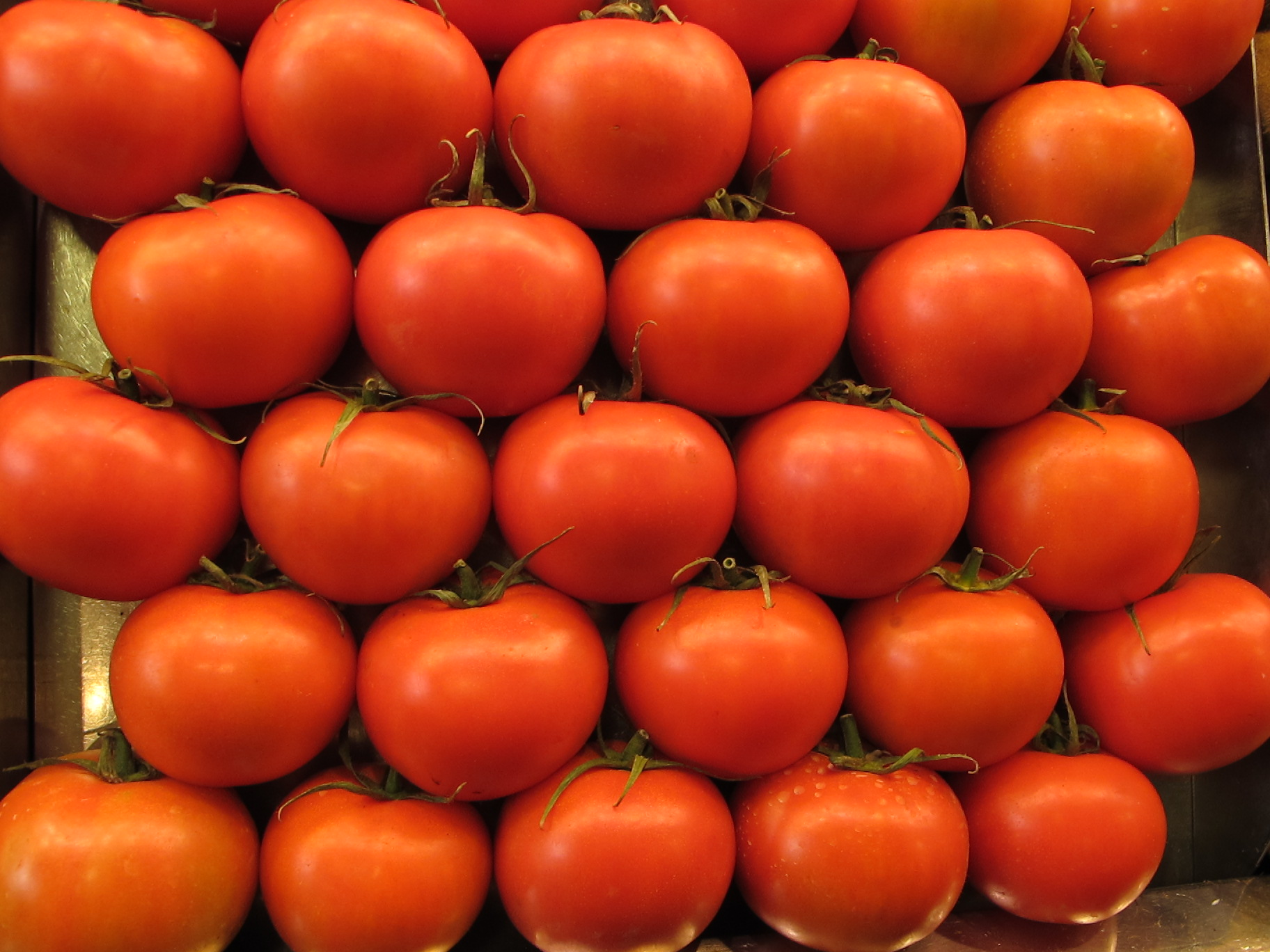
成熟的番茄含有豐富的鮮味成分

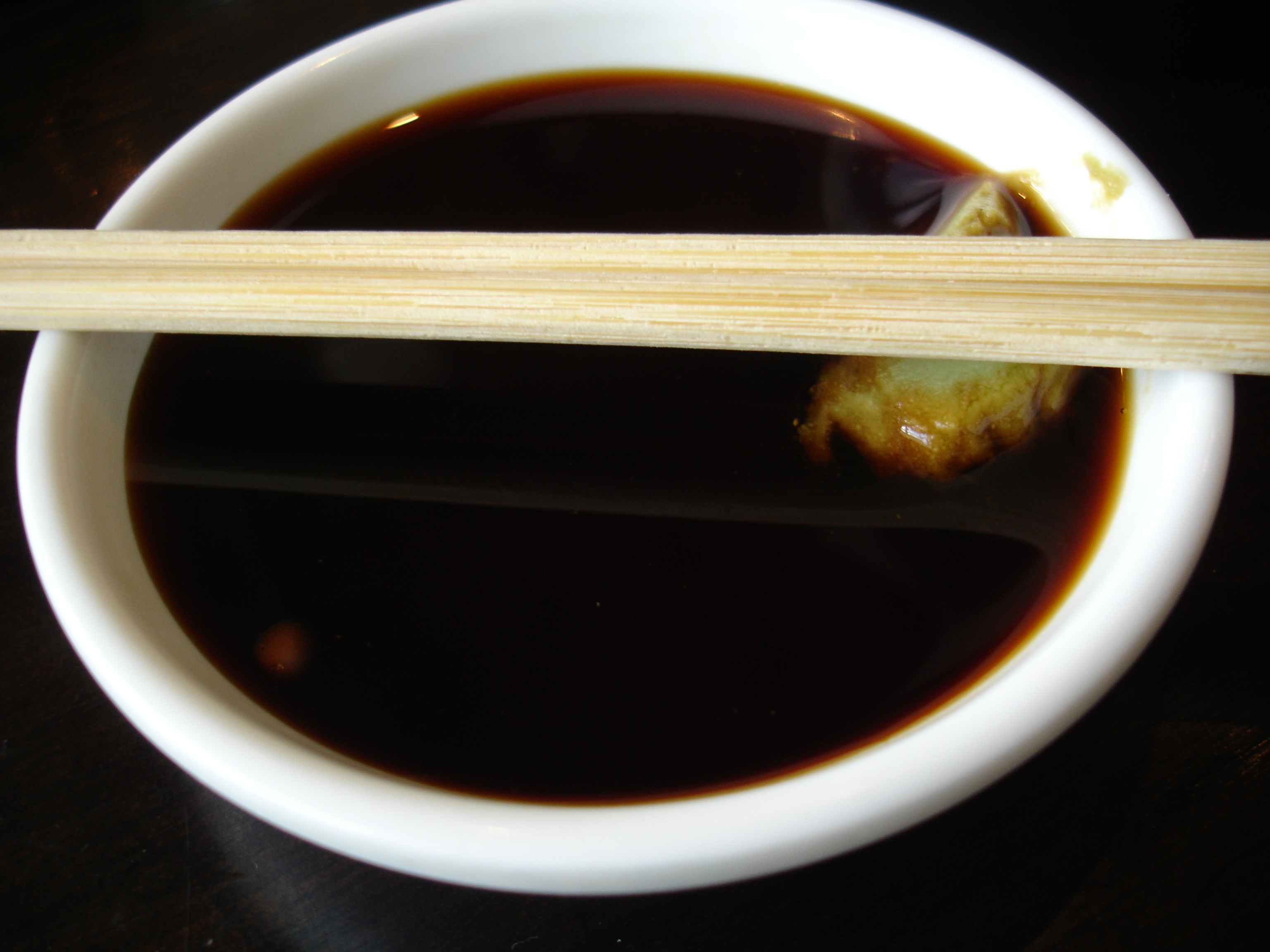
酱油也含有豐富的鮮味成分

鮮味與酸味、甜味、苦味、鹹味并称爲五種基本味覺，通常在魚、肉等富含蛋白質的食物中可以品嘗到。

## 背景
“鲜”始见于西周金文，古字形从鱼从羊。许慎《说文解字》则认为此字“从鱼，羴（膻的异体字）省声”，本义为鱼名，又指活鱼、鲜鱼，又指新杀的鱼鳖鸟兽，引申为新鲜、鲜明 。
20世紀以來，科學家一直在爭論鮮味是否確實是一種基本味覺；但1985年在夏威夷第一個鮮味國際討論會中，鮮味（日语：／ umami）一詞獲得官方認可科學字詞，用來描述穀氨酸鹽及核苷酸的味道，現在已廣泛接受為第五種基本味覺。Umami表示氨基酸L-谷氨L酸鹽和5'-核糖核苷酸，如鳥苷酸（GMP）和肌苷酸（IMP）的味道體現出一種令人喜悅的「肉汁」或「肉」味，舌上的感覺回味綿長，無處不至，令人垂涎。因為在此之前歐洲缺乏對鮮味的專用稱呼，鮮味在幾乎所有西方語言中同樣稱為umami。由於人和動物舌頭上有特殊的感受器細胞，使得舌頭能夠檢測到谷氨酸鹽的羧化物陰離子。鮮味的基本作用是平衡和豐滿菜餚的整體味道，亦可以增強各種食物的美味。由於谷氨酸鹽易於離子化，谷氨酸鹽（例如谷氨酸鈉）會具有少量的鮮味。GMP和IMP能加強谷氨酸鹽的味道濃度。

## 發現
谷氨酸鹽在烹調方面的歷史源遠流長。

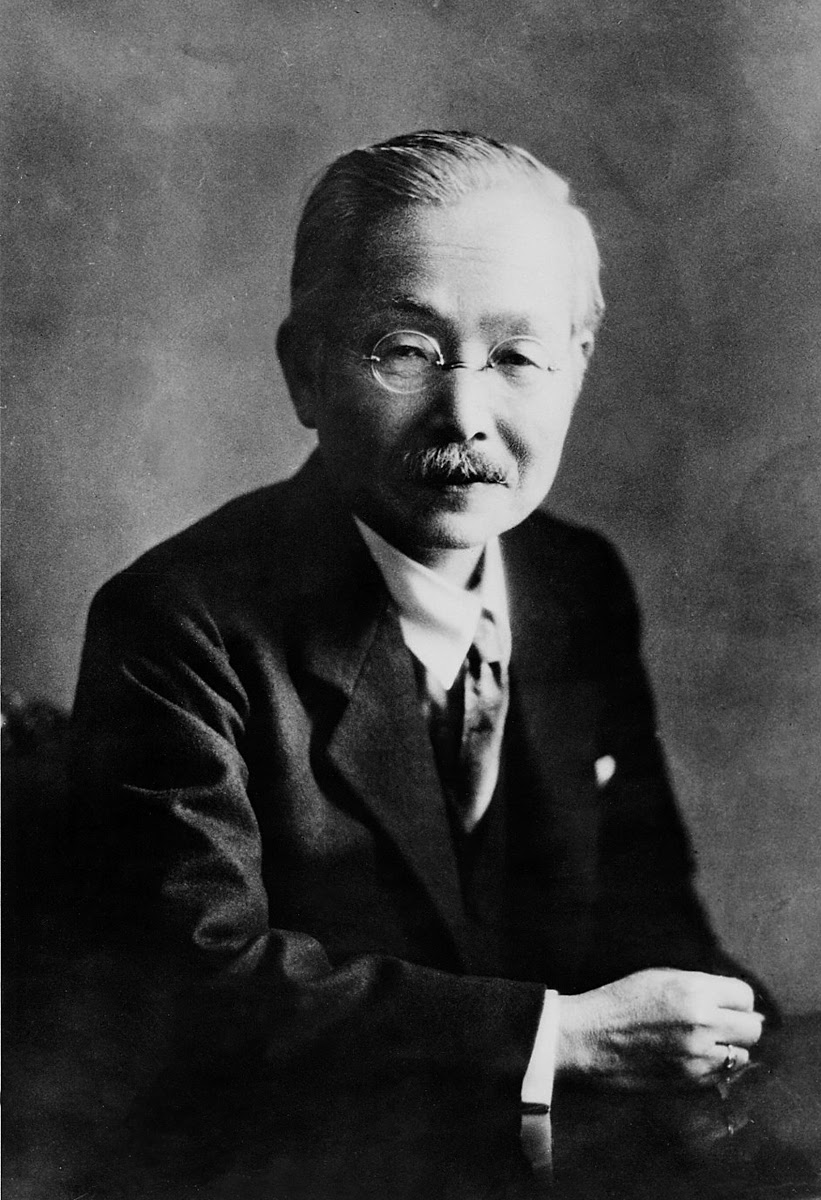
池田菊苗

在中国，鲜跟“味”组成鲜味这个词，到宋代才出现，在林洪所著的《山家清供》中，就有对竹笋“其味甚鲜”的形容。清代著名的饮食文献《食宪鸿秘》中，就有对酱油“愈久愈鲜”的评价。而对于鲜味的产生，也已经有了经过烹调才能产生鲜味的认知。“陈肉而别有鲜味”，鲜已与“新”对立，是食材熟化后的味道。
古代羅馬已使用富含谷氨酸鹽的魚醬，而中国的发酵酱油在一世纪的文献中也已有记载。19世纪末，廚師Auguste Escoffier在巴黎開設革新餐廳，並創出包含鹹、酸、甜、苦和鮮味味道的菜式。不過，他當時並不知道此獨特味觉的化學來源。
直到1908年，東京帝國大學教授池田菊苗才正確鑑別出鮮味。他發現了谷氨酸鹽能令海帶魚湯變得美味可口。他注意到海帶湯汁的味道有別於甜、酸、苦、鹹，因此將其命名為（即現在的鮮味）。
後來，池田教授的弟子小玉新太郎在1913年發現乾鰹魚片中含有另一種鮮味物質，就是核苷酸IMP。1957年，國中明發現香菇中所含有的核苷酸GMP亦會產生鮮味的味道。國中最重要的發現之一是核苷酸和谷氨酸鹽之間的協同效應：當富含谷氨酸鹽的食物與含有核苷酸的成分結合時，所形成的味道強度均高於這些成分的總強度。
此種鮮味的協同效應能夠說明不同經典飲食文化的食物搭配。例如日本人使用海帶和乾鰹魚片製作魚湯、中國人在雞湯中加入韭菜和捲心菜、蘇格蘭人製作青蔥馬鈴薯雞湯，以及意大利人將帕馬森乾酪和蘑菇灑在蕃茄汁上。

## 特性
鮮味會引導舌頭分泌唾液，刺激喉嚨、口腔的上方和後方。鮮味會使多種食物令人垂涎，特別是在配合香味方面。但有別與其他基本味道，鮮味不含蔗糖，只在相當狹窄的濃度範圍內帶來愉悅效果。最適宜的鮮味味道視乎鹽的份量而定；同時，低鹽食物能以適量鮮味保持令人滿意的味道。
事實上，Roinien et al.顯示：當湯水含有鮮味時，低鹽湯水的愉悅感、味道濃度和理想鹹度較高，而不含鮮味的湯水的愉悅感較低。某些人群（如老年人）可以從鮮味中得益，因為其味覺和嗅覺靈敏度已因年齡和多種藥物而受損。喪失味覺和嗅覺有可能形成營養不良的狀態，從而增加患病的風險。

## 富含鮮味的食物
人们每日食用的許多食物都富含鮮味。天然谷氨酸鹽可於肉類和蔬菜中找到，肌苷酸主要來自肉類，而鳥苷酸則來自蔬菜。因此，在穀氨酸、IMP和GMP這些含量較高的食物中，鮮味很常見，特別是魚、貝類、鹹肉。根據演化論，真菌與動物的親緣關係較植物更近，因此在蘑菇等菌類中，鮮味含量較高。相比之下，蔬菜如成熟的番茄、白菜、波菜或是綠茶等，以及發酵製品或陳年製品如芝士、蝦醬、醬油等含有的鮮味較菌類更低。
人類首次接觸到鮮味通常是從乳汁。乳汁與魚湯的鮮味大致相同。不同國家的湯料有一些不同之處：日本高汤通常具有非常纯正的鮮味味道，因為湯底並非由肉類製成，而是由富含L-谷氨酸的海帶（Laminaria japonica）和富含肌苷酸鹽的柴魚片和小沙丁魚乾。相反，西式或中式清湯中的鮮味大多源於骨頭、肉和蔬菜，混合的氨基酸種類更多，因此味道也變得更加繁複。

## 味覺感受器
舌頭及口腔中其他區域的每個味蕾均可偵測鮮味，并无所谓味觉图分工一说。生物化学研究識別出的負責感知鮮味的味觉感受器，有mGluR4、mGluR1和1类味覺感受器（T1R1+T1R3）等幾種。紐約科學院證實味覺感受器具有認受性，指出「最近的分子生物學研究已經鑑別出感受器中鮮味的主要承擔者：有異二聚體T1R1/T1R3以及失去大量N端胞外域的截斷型1和4-代謝性谷氨酸鹽感受器（味覺-mGluR4和截斷型-mGluR1）以及大腦-mGluR4。」感受器mGluR1和mGluR4特別用於檢測谷氨酸鹽，而T1R1+T1R3負責國中明於1957年描述的協同效應。不過，每類感受器在味蕾細胞方面的特有角色仍然不明。它們屬於G蛋白質相連的感受器（GPCR），備有類似的信號模組，當中包括G蛋白質β-γ、PLCb2以及來自細胞內儲存的PI3傳訊釋放的鈣離子（Ca2+）。Ca2+活化選擇性陽離子通道瞬間怠應器潛在的melastatin 5（TrpM5），引致細胞膜退極化因而釋放ATP和包括血清胺在内的神經傳送素的分泌。對鮮味味道刺激起反應的細胞並沒有典型的突觸，但ATP將味覺信號傳送到味覺神經，然後再傳到大腦以解讀並識別味道品質。

## 外部連結
- 維基文庫：《山家清供》
- Umami Information Centre （页面存档备份，存于）（NPO）
- International Glutamate Information Service （页面存档备份，存于）
- Italian umami research （页面存档备份，存于）
- 發現鮮味
- 發現鮮味受器 （页面存档备份，存于）
- Society for Research on Umami Taste
- 「何謂鮮味？人類的第五種味道」, CBC News, 2007年6月1日
- 「酸甜苦鹹……與鮮味」 （页面存档备份，存于） NPR, 2007年11月1日
- 全新口感 （页面存档备份，存于），出自Katy McLaughlin, Wall Street Journal, 12/8/07.
- Mouthfuls  （页面存档备份，存于）:新案例墨西哥玉米黑粉菌，24/7/08.